# Brachiosaurus
A Brachiosaurus (jelentése 'kargyík', az ógörög βραχιων / brakhión 'kar' és σαυρος / szaurosz vagy σαυρα / szaura 'gyík' szavak összetételéből) a sauropoda dinoszauruszok egyik neme, amely a késő jura korban és feltehetően a kora kréta korban élt. Nevét a hátsóknál hosszabb mellső lábai után kapta. A Földön valaha járt legnagyobb állatok egyike volt, amely egyben az egyik leghíresebb dinoszaurusszá is vált, főként a Giraffatitan brancai által, melyet eredetileg a Brachiosaurus egyik fajaként neveztek el (B. brancai néven).

## Anatómia

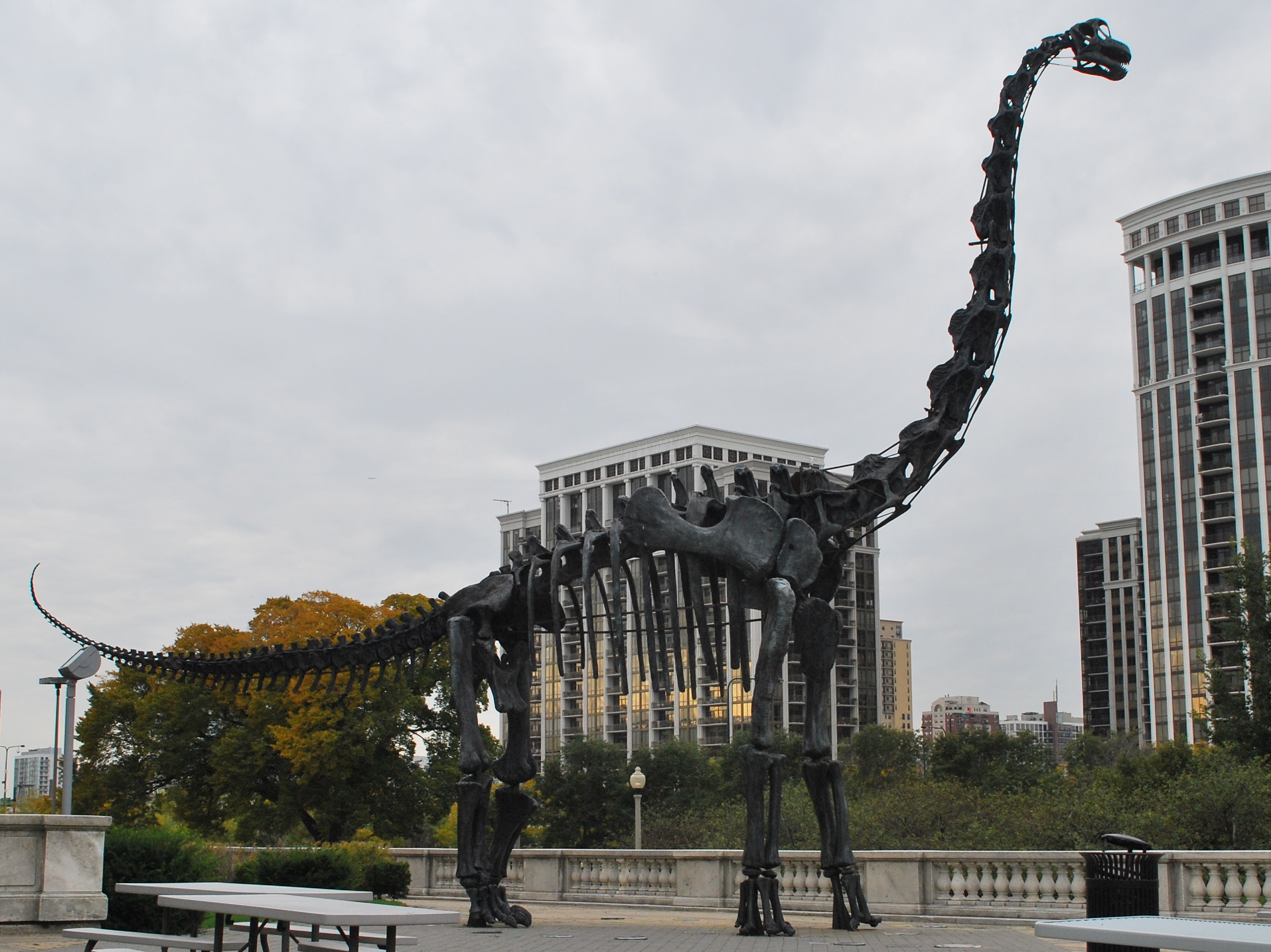
A B. altithorax példányáról készült bronz másolat a Field Természetrajzi Múzeum (Field Museum of Natural History) épülete mellett

A Brachiosaurus sauropoda volt, a négy lábon járó, hosszú nyakú és farkú, aránylag kis aggyal rendelkező növényevő dinoszauruszok csoportjának tagja. Más sauropoda családok tagjaitól eltérően a testfelépítése zsiráfszerű volt, nyaka mellett a mellső lábai is meghosszabbodtak. A Brachiosaurus lapátszerű (vésőre emlékeztető) fogai jól alkalmazkodtak a növényevéshez. Koponyáján számos nyílás helyezkedett el, valószínűleg a tömeg csökkentése érdekében. Mellső lábai első és hátsó lábai harmadik ujján karmot viselt.

### Koponya
A Brachiosaurus koponyáját csak 1998-ban azonosították, amikor Kenneth Carpenter és Virginia Tidwell új leírást készített az Othniel Charles Marsh által a 19. században felfedezett fosszíliáról. Marsh eredetileg azt gondolta, hogy a koponya az Apatosaurus excelsusé, de az 1998-as tanulmány úgy találta, hogy több közös tulajdonsággal rendelkezett a rokonságába tartozó afrikai Giraffatitan koponyáival, ezért úgy ítélte meg, hogy a Brachiosaurus részét képezi. A Brachiosaurus koponyája jobban hasonlít a Camarasauruséra, mint a Giraffatitanéra, melyen egy magas fejdísz található, ami hagyományosan a Brachiosaurus népszerű ábrázolásainak alapját képezi.

### Méret

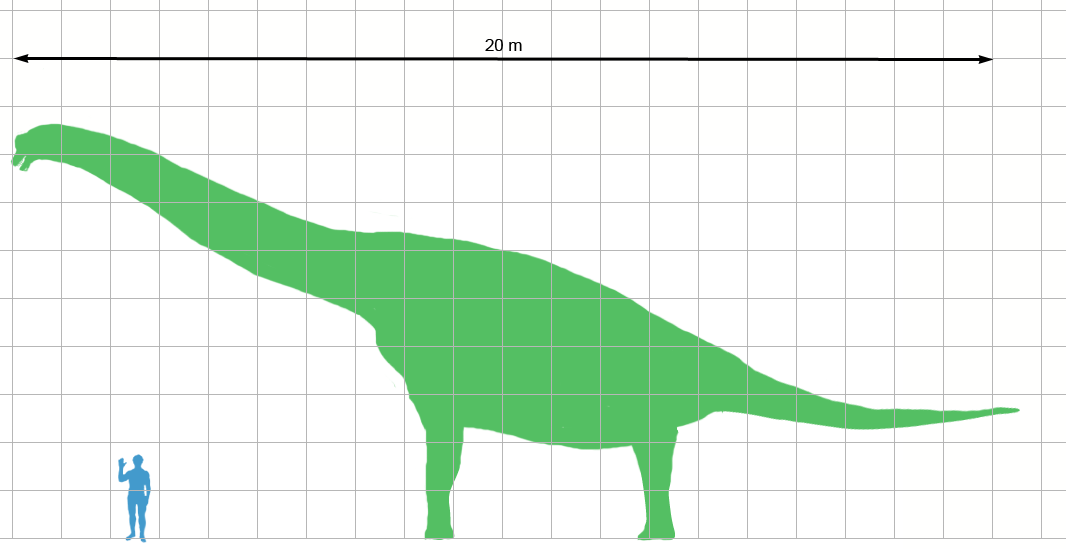
A Brachiosaurus és az ember méretének összehasonlítása

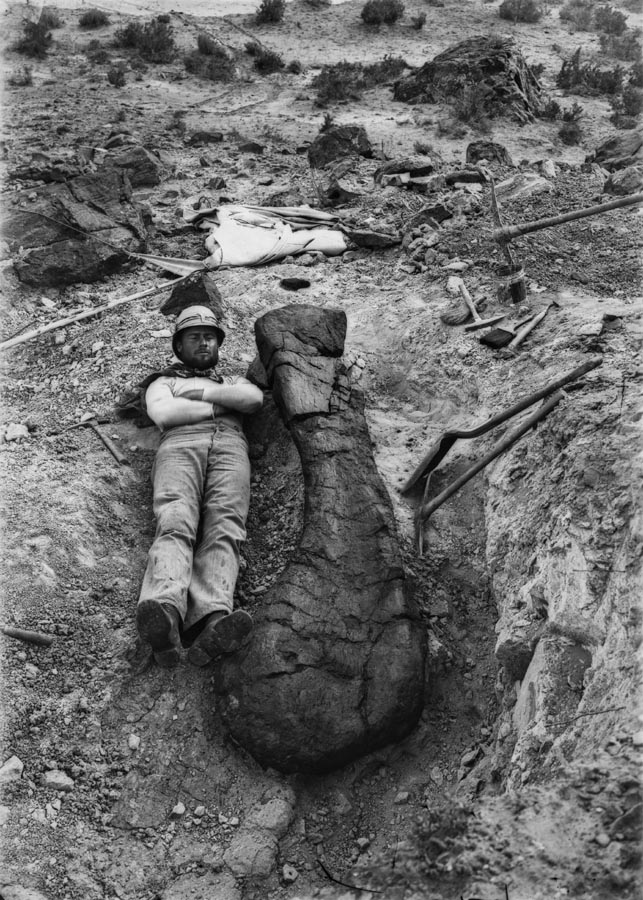
Elmer S. Riggs munkatársa fekvő helyzetben egy Brachiosaurus altithorax felkarcsontja mellett, az 1900-ban végzett ásatás helyszínén

A Brachiosaurus évtizedeken át az egyik legnagyobb dinoszaurusznak számított, főként a hozzá kapcsolt (és időközben a Giraffatitanhoz átsorolt) teljes példányok miatt. Mindamellett Michael Taylor 2009-es, a Brachiosaurust és a Giraffatitant összehasonlító tanulmánya úgy találta, hogy az igazi észak-amerikai Brachiosaurus példányok valójában nehezebbek és valószínűleg hosszabbak is voltak. A legteljesebb és legnagyobb Brachiosaurus fosszíliák nem teljesen kifejlett példányoktól származnak, így ezek az állatok valószínűleg nagyobbra nőttek a jelenlegi méretbecslésekben szereplő értékeknél.
Az elsőként ismertté vált faj, a B. altithorax legelső példányához (a holotípushoz) hét egymást követő hátcsigolya, a keresztcsont, egy proximális farokcsigolya, a hollócsőr, a felkarcsont, a combcsont és több borda tartozik, ami elegendő a méretbecslés elvégzéséhez.
Az összevethető csontok mérete alapján a Brachiosaurus a rokonáéhoz, a 26 méteres hosszúságot is elérő Giraffatitanéhoz hasonló nagyságú volt. Azonban a Brachiosaurus hosszabb lehetett, mivel a felsőteste és valószínűleg a farka is hosszabb volt, mint a Giraffatitané. A holotípus példány nyakának maradványai nem kerültek elő, viszont léteznek olyan brachiosaurida nyakcsigolyák, amelyeket egyes szerzők a Brachiosaurushoz kapcsoltak. Ha ezek a leletek tényleg a Brachiosaurushoz tartoztak, akkor az állat nyakának aránya hasonlított a Giraffatitanéra. Emellett a legismertebb Brachiosaurus nem volt teljesen kifejlett a pusztulása idején, ami azt jelenti, hogy a felnőttek hossza meghaladhatta a 26 métert. A Brachiosaurus zömökebb és így valószínűleg nehezebb is volt a Giraffatitannál, az előbbi becsült tömege 28,3–57,7 tonna, míg az utóbbié 23,3–39,5 tonna.

## Felfedezés és fajok

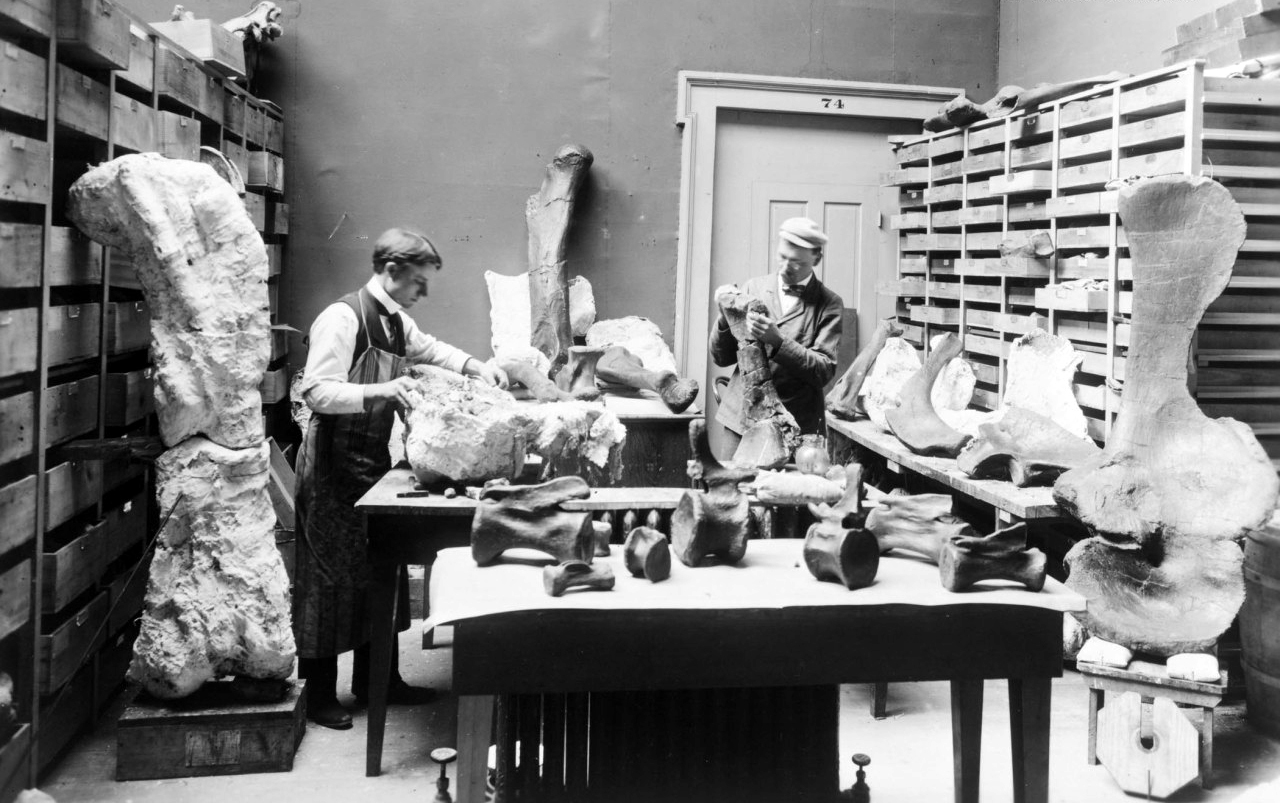
A Brachiosaurus altithorax csontjain dolgozó Riggs és H.W. Menke

Az első Brachiosaurus példányt Elmer Riggs fedezte fel 1900-ban, az egyesült államokbeli Nyugat-Coloradóban levő Grand River-kanyonban. 1903-ban publikálta a felfedezését és a „legnagyobb ismert dinoszauruszként” jellemzett fajnak a Brachiosaurus altithorax nevet adta. A Brachiosaurus altithorax a jura időszak kimmeridge-i–tithon korszaka idején, 145–150 millió éve keletkezett Morrison-formációból (a 2-4-es és 6-os sztratigráfiai zónákból) származó két részleges csontváz alapján ismert. A B. altithorax az afrikai fajénál aránylag rövidebb végtagokkal és hosszabb felsőtesttel rendelkezett. Egy meglehetősen teljes, Coloradóban talált sauropoda koponya, melyet korábban az Apatosaurusénak, majd később a Camarasaurusénak tulajdonítottak, valószínűleg a B. altithoraxhoz tartozik. A többi brachiosauridánál jóval kezdetlegesebb lehet, átmenetet képez a Camarasaurushoz hasonló macronariák és a B. brancai között.

### Giraffatitan

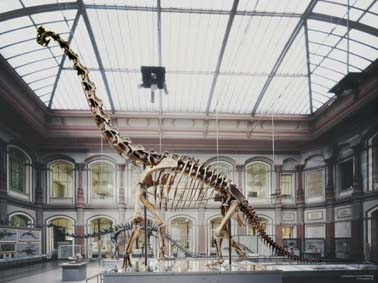
A Giraffatitan korábban a Brachiosaurus fajaként felállított csontváza az újabb felállítást megelőzően

A Brachiosaurus második faját, a B. brancait a német őslénykutató Werner Janensch nevezte el és írta le 1914-ben. Csaknem egy évszázadon át ez a második faj számított a Brachiosaurus legjobban ismert „típusának”, mivel öt részleges csontvázát, több végtagcsontját és legalább három koponyáját találták meg a tanzániai Lindi közelében, az 1900-as évek elején. Ugyanabban az időben élt, mint a B. altithorax és többek között olyan tulajdonságait tekintve is hasonlított észak-amerikai unokatestvérére, mint a szokatlanul hosszú mellső végtagok és a ferdén álló test. A B. brancai fejlettebb volt, mint a B. altithorax; hosszabb lábakkal, rövidebb orrívvel vagy orrdísszel ellátott, magasabb koponyával és rövidebb pofával rendelkezett. E jellemzőkre hivatkozva Gregory S. Paul 1998-ban kijelentette, hogy egy saját nembe tartozik, melynek a Giraffatitan nevet adta.
1988-ban Gregory S. Paul megjegyezte, hogy a nem afrikai képviselőjénél (melynek népszerű ábrázolásai a Brachiosaurus alapján készültek) jelentős eltérések találhatók az észak-amerikai Brachiosaurushoz képest, többek között mások a csigolyák arányai és a testfelépítés is vékonyabb. Paul ezeket a különbségeket használta fel az új Brachiosaurus (Giraffatitan) brancai alnem létrehozására. 1991-ben George Olshevsky kijelentette, hogy ezek a különbségek elegendőek ahhoz, hogy az afrikai brachiosauridát egy saját, Giraffatitanra egyszerűsített nevű nembe helyezzék el.

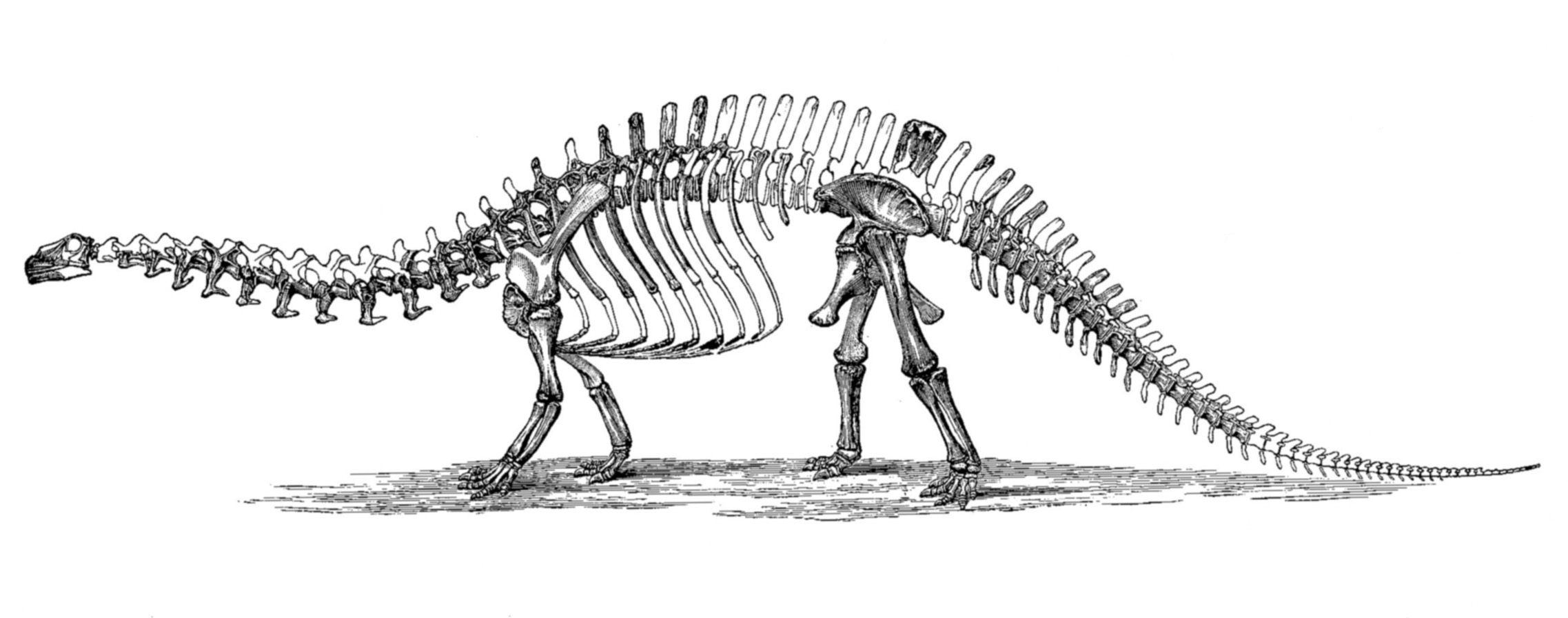
Egy O.C. Marsh által 1896-ban készített rajz az Apatosaurus excelsus (a későbbi Brontosaurus) csontvázáról. A koponya a jelenleg „Brachiosaurus sp.” néven besorolt leletanyagon alapul.

További különbséget jelent a két faj között egy észak amerikai brachiosaurida koponyáról 1998-ban készült leírás. Ezt a koponyát, amit közel egy évszázaddal korábban fedeztek fel (és amit Othniel Charles Marsh a Brontosaurus korai rekonstrukcióihoz használt fel) „Brachiosaurus sp.” néven azonosították, és lehetséges, hogy a B. altithoraxhoz tartozik. A koponya jobban hasonlít a Camarasauruséra, mint a magas fejdísszel rendelkező B. brancaiéra.
A Giraffatitan külön nemként való besorolását a tudósok először széles körben nem fogadták el, mivel ezt a döntést nem támogatták a két faj alapos elemzésével. 2009-ben azonban Michael Taylor egy részletes összehasonlítást jelentetett meg. Taylor megmutatta, hogy a „Brachiosaurus” brancai szinte minden összevetett fosszilis csont esetében, a méretet, az alakot és a részleteket illetően egyaránt eltér a B. altithoraxtól, így a Giraffatitan külön nemként történő elhelyezését érvényesnek találta.
A berlini Museum für Naturkunde híres (továbbra is Brachiosaurusként felcímkézett) Giraffatitan brancai példánya az egyik legnagyobb és egyben a legmagasabb felállított dinoszaurusz csontváz, ami a Guinness Rekordok Könyvében is szerepel.

### További fajok
1957-ben Albert-Felix de Lapparent és Georges Zbyszewski B. alataiensis néven leírást készített egy új fajról, melynek hátcsigolyáit, részleges csípőjét és lábait a portugáliai Estremadurában találták meg (egy körülbelül 150 millió éves, a késő jura kor kimmeridge-i korszakából származó kőzetrétegben). A B. alataiensist azonban 2003-ban átsorolták az új Lusotitan nembe.
Egy további lehetséges faj a de Lapparent által 1960-ban megalkotott B. nougaredi. Csak a csípő (a keresztcsont) feletti összeforrt csontjai és a mellső lába egyes részei alapján ismert, melyekre az algériai Warglában bukkantak rá. 112 millió évvel ezelőtt élt, a kora kréta kor albai korszakában. Töredékes természete és a másik két Brachiosaurus fajénál jóval későbbi kora miatt nomen dubiumnak (kétséges névnek) tekintik és lehetséges, hogy nem a Brachiosaurushoz tartozik.

## Ősbiológia

### Metabolizmus
Ha a Brachiosaurus endoterm (meleg vérű) volt, akkor körülbelül tíz évre volt szüksége ahhoz, hogy elérje a teljes méretét, ha viszont poikiloterm (hideg vérű) volt, akkor ez több, mint száz évbe is beletelhetett. Melegvérű állatként a Brachiosaurusnak hatalmas napi energiaigénye lehetett; naponta valószínűleg több, mint 182 kilogramm táplálékot kellett elfogyasztania. Ha viszont teljesen hideg vérű volt, vagy a gigantotermia révén, passzív módon vált meleg vérűvé, akkor jóval kevesebb élelemre lehetett szüksége a napi energiaigénye fedezésére. Egyes tudósok állítása szerint a Brachiosaurushoz hasonló nagy dinoszauruszok gigantotermek voltak.

### Környezet és viselkedés

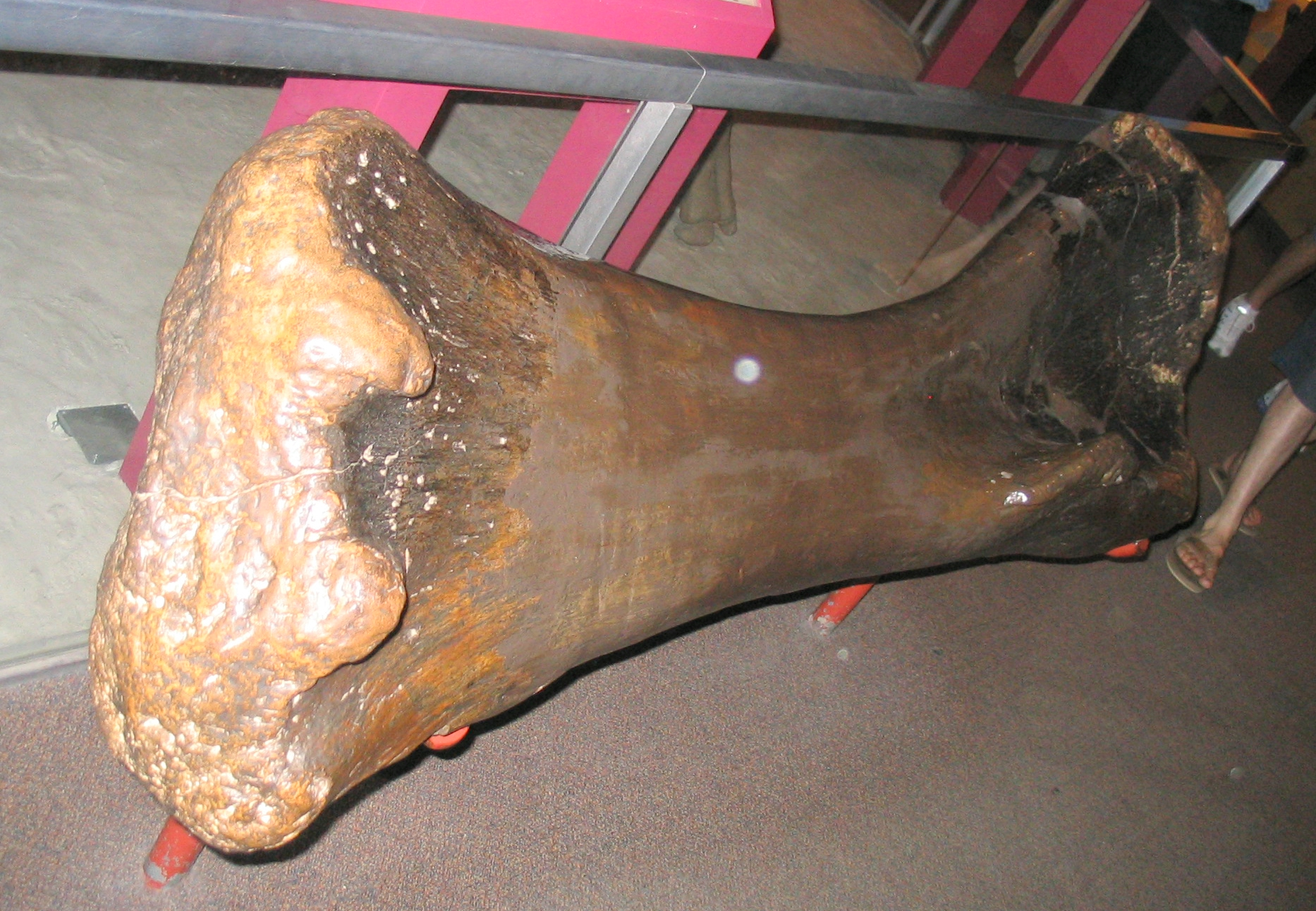
A Brachiosaurus felkarcsontja

A Brachiosaurus a jura időszak egyik legnagyobb dinoszaurusza volt; harasztokkal, bennettitesekkel és zsurlókkal benőtt síkságokon élt és hatalmas tűlevelű erdőkön, valamint cikász-, magvaspáfrány- és ginkgoligeteken át vándorolt. A kortársai közé tartozott a Stegosaurus, a Dryosaurus, az Apatosaurus és a Diplodocus. Bár a feltételezés szerint a Brachiosaurus csordákban vándorolt, teljesen kifejlett példányainak, óriási méreteik miatt még az időszak legnagyobb húsevőitől, az Allosaurustól és a Torvosaurustól sem igazán kellett tartaniuk.
A Brachiosaurus orrlyukairól sokáig azt gondolták, hogy a koponyán levő, hozzájuk tartozó nyílásokkal együtt a fej felső részén helyezkedtek el. Az utóbbi évtizedekben a tudósok azt feltételezték, hogy az állat az orrlyukait a búvárpipához hasonlóan használta, és hatalmas testtömege megtartása érdekében az idő nagy részét a vízbe merülve töltötte. A jelenleg elfogadott nézet szerint azonban a Brachiosaurus teljesen a szárazföldön élt. A tanulmányok megmutatták, hogy a hidrosztatikus nyomás meggátolta volna a vízbe merült állatot a légzésben, és hogy a lábai túl keskenyek voltak a vízi használathoz. Ezen kívül Lawrence Witmer újabb (2001-es) tanulmányaiból kiderült, hogy amíg a koponya orrnyílásai magasan, a szemek felett voltak, addig az orrlyukak a pofa elejéhez közel helyezkedtek el (egy tanulmány azt az elméletet is támogatta, ami szerint a brachiosauridák magas fejdíszéhez egy húsos rezonátor kamra tartozott).

## Popkulturális hatás

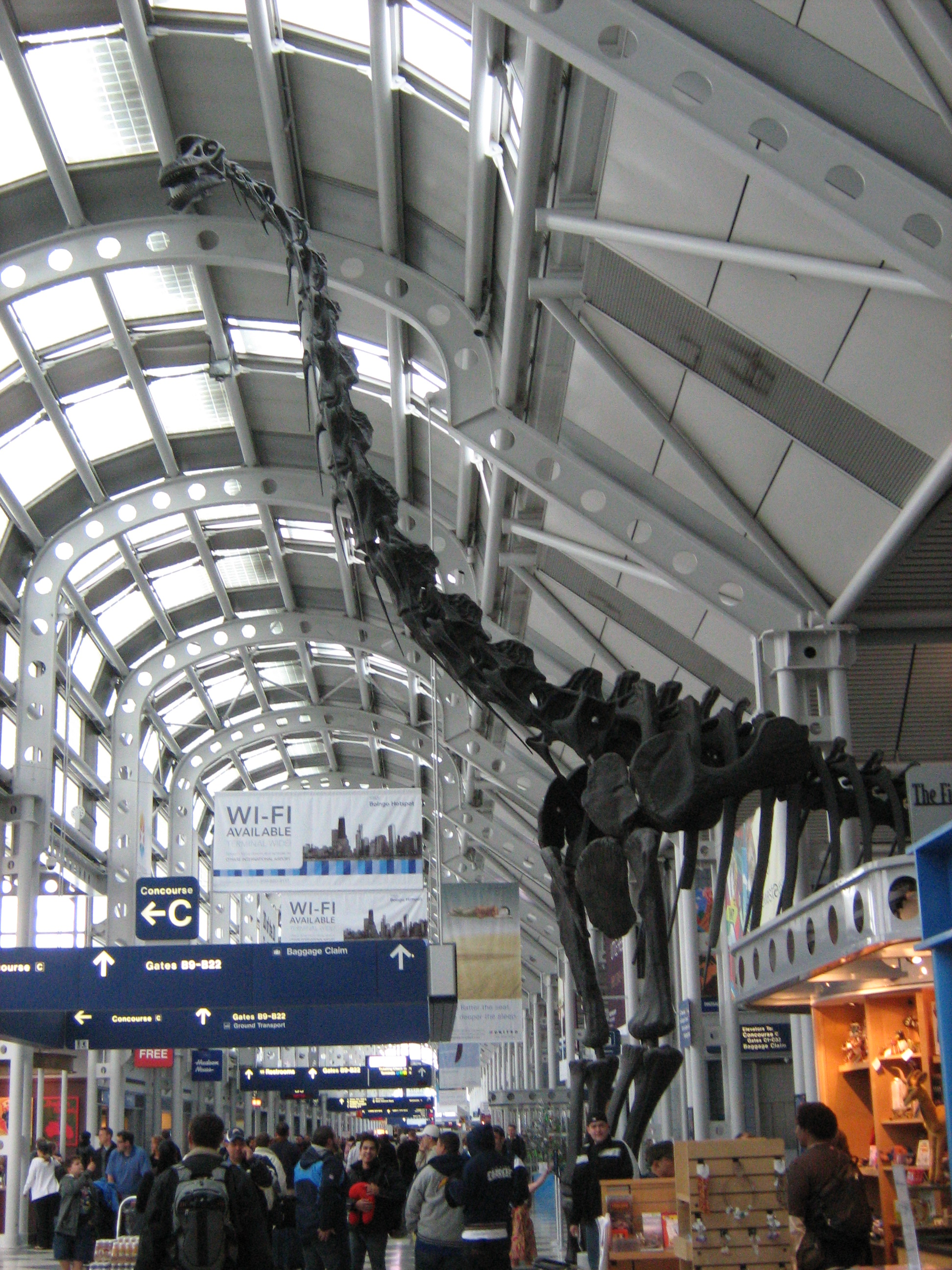
A Brachiosaurus csontvázának másolata az O’Hare nemzetközi repülőtéren

Az Elmer Riggs által a Field Természetrajzi Múzeum (Field Museum of Natural History) számára begyűjtött eredeti Brachiosaurus példányok 1994-ig nem voltak kiállítva, ekkor azonban felállítottak egy csontvázat (pontosabban egy, a fosszíliákról készült másolatot) a múzeum Stanley Field Csarnokában. A csontvázat 1999-ben átköltöztették az O’Hare nemzetközi repülőtérre, a United Airlines 1-es temináljának B várótermébe. Ebben az időben állították fel a B. altithorax csontvázáról készített második (bronz) másolatot is, a Field Múzeum épületén kívül.
A Brachiosaurus az őslénykutatók között és a nyilvánosság előtt egyaránt az egyik legismertebb dinoszaurusznak számít. A Naprendszer fő kisbolygóövében keringő, 1989 CB3 jelű égitest a nem tiszteletére a 9954 Brachiosaurus nevet kapta.
Ez a dinoszaurusz több filmben és tévéműsorban is szerepelt, például látható volt a Jurassic Park filmek első, harmadik és ötödik részében, valamint a Dinoszauruszok, a Föld urai című dokumentumfilm-sorozatban. A Jurassic Parkhoz készített digitális Brachiosaurus modellt 1997-ben felhasználták a Csillagok háborúja IV: Egy új remény különleges kiadásában látható, Ronto nevű hosszú nyakú állat modelljének elkészítéséhez.

## Fordítás
- Ez a szócikk részben vagy egészben a Brachiosaurus című angol Wikipédia-szócikk ezen változatának fordításán alapul.  Az eredeti cikk szerkesztőit annak laptörténete sorolja fel. Ez a jelzés csupán a megfogalmazás eredetét és a szerzői jogokat jelzi, nem szolgál a cikkben szereplő információk forrásmegjelöléseként.